# Iglesia de Santa Prisca (Roma)
La iglesia de Santa Prisca situada en la ciudad de Roma, al sur del monte Aventino, en Italia es un templo católico que fue construido en el siglo IV o V.
Se edificó sobre un santuario de Mitra. Allí se veneran la pila bautismal, que es un capitel romano, en el que según la tradición, San Pedro Apóstol bautizó a los esposos Áquila y Prisca (Priscila), con la inscripción «Baptismum Sancti Petri».